# Број
Број је један од основних појмова математике. У свакодневној комуникацији је појам броја интуитивно познат, док математичари радије примењују неки од формализама за представљање и описивање овог појма. У том смислу се примењује теорија скупова, а број служи да опише особину мноштва скупа.
Број је математички објекат који се користи за бројање, мерење, и означавање. Оригинални примери су природни бројеви 1, 2, 3, 4 и тако даље. Нотациони симбол који представља број се назива цифра. Осим њихове употребе у бројању и мерењу, бројеви се често користе за обележавање (као у телефонским бројевима), за уређивање (нпр. серијски бројеви), и као кодови (нпр. кодови). У уобичајеној употреби, број се може односити на симбол, реч, или математичку апстракцију.
У математици, појам броја је проширен током векова тако да обухвата 0, негативне бројеве, рационалне бројеве као што су 1/2 и −2/3, реалне бројеве као што су √2 и π, и комплексне бројеве, којима се проширује скуп реалних бројева тако да обухвата квадратни корен од −1. Калкулације са бројевима се врше користећи аритметичке операције, међу којима су најпознатије сабирање, одузимање, множење, дељење, и степеновање. Научна област која се бави изучавањем бројева се зове аритметика. Исти термин се такође може односити на теорију бројева, изучавање својстава бројева.
Осим њихове практичне примене, бројеви имају културни значај широм света. На пример, у западном друштву, број 13 се сматра несрећним, и „милион” може да значи „пуно”. Нумерологија, веровање у мистични значај бројева. Мада се она сматра псеудонауком, она је прожимала древну и средњовековну мисао. Нумерологија је знатно утицала на развој Грчке математике и стимулисала истраживање многих проблема у теорији бројева, неки од којих су од интереса у данашње време.
Током 19. века, математичари су почели да развијају мноштво различитих апстракција којима су заједничка поједина својства бројева и које се могу сматрати продужетком концепта. Међу првима су били хиперкомплексни бројеви, који се састоје од разних проширења или модификација комплексног бројног система. У данашње време, бројни системи се сматрају важним специјалним примерима знатно општијих категорија као што су прстени и поља, и примена термина „број” је ствар конвенције, без фундаменталног значаја.

## Цифре
Бројеве треба разликовати од цифара, симбола који се користе за представљање бројева. Египћани су изумели први цифарски нумерички систем, и Грци су следили мапирајући њигове цифре у јонски и дорски алфабет. Римске цифре, систем који је користио комбинацију слова из римског алфабета, остао је доминантан у Европо до ширења супериорног арапског цифарског система у касном 14. веку, и арапски нумерички систем је задржао статус најзаступљенијег система за представљање бројева у свету у данашње време. Кључ ефективности система је био симбол за нулу, који су развили древни математичари на Индијском потконтиненту око 500. године.

## У математици
Број је један од појмова на којима се заснива математика, настао из потребе за бројањем предмета, а затим се усавршавао сразмерно развоју математичких знања. Већ у радовима античких научника било је установљено да је низ природних бројева бесконачан (3. век п. н. е.). Проблеми бесконачности природног низа, низа простих бројева и формирање назива за произвољно велике бројеве разматрани су у знаменитом делу Еуклида "Елементи" и у књизи Архимеда "О израчунавању песка" ("Psammit").
Са увођењем појма сабирања, одузимања, множења и дељења, почиње да се развија наука о бројевима и операцијама над њима - аритметика. Изучавање дубоких законитости у природном низу бројева траје и данас и чини теорију бројева. Природан број се чинио толико једноставан „природан“ да га наука дуго није покушавала дефинисати. Таква објашњења су се појавила тек средином XIX века приликом развоја аксиоматске методе у математици и развојем математичке анализе. То је учињено 70-ох година 19. века у радовима немачког математичара Кантора на основу појма скупова и њихове једнаке моћи, назване и кардинални број скупа, тј. упоређивањем елемената једног скупа са елементима другог скупа. Број предмета и број елемената у скупу дефинишу се као оно заједничко што има дата укупност, као и свака друга, њој једнако моћна. Други појам природног броја дао је италијански математичар Пеано на основу аксиома.
Прво поопштење природних бројева били су рационални бројеви, разломци, настали са потребом да се измери нека величина, упоређена са неком другом величином - еталоном. Сва каснија проширења појма броја нису настала на потребама рачунања и мерења, већ су била последица развоја науке.
Прво од њих било је увођење негативних бројева, условљено развојем алгебре. У Европу је негативне бројеве увео у употребу у 17. веку француски филозоф Декарт. Затим су уведени ирационални бројеви. Изучавање појма непрекидности у радовима немачких математичара Дедекинда и Кантора, затим Вајерштраса довело је до даљег разјашњавања појма броја и његових особина. Развојем теорије алгебарских једначина (19. век) појавио се појам комплексног броја.
Комплексни бројеви образују поље. И, према Вајерштрасу, укупност свих комплексних бројева не може бити даље проширена на рачун припајања нових бројева, на начин да у проширеној укупности буду сачувани сви закони операција који важе у укупности комплексних бројева.

## Историјат
Постоји веровање (Кит Девлин, Математички ген, Плато, Београд, 2001) да је човек почео размишљати апстрактно када је почео комуницирати, и када је постао социјално биће. Језик је првобитним људима дао предност над околином у борби за опстанак, са којим је дошао већи мозак хомосапиенса и способност да размишља апстрактно. Са таквим тумачењем еволуције долази се до једног објашњења наше загонетне способности да се носимо са убрзаним развојем математике током последњих пар миленијума.

### Почеци
Наше првобитне представе о броју и облику припадају веома далекој епохи старог каменог доба - палеолиту. Током стотина хиљада година људи су живели у пећинама, у условима који су се мало разликовали од оних у којима живе животиње. Човек је своју енергију трошио првенствено на прибављање хране. Људи су изграђивали језик ради међусобног општења, израђивали су оруђа за лов и риболов, а у епохи каснијег палеолита украшавали су своја пребивалишта и стварали уметничка дела, статуете и цртеже. Могуће је да су цртежи у пећинама у Француској и Шпанији, пре отприлике 15 хиљада година, имали ритуално обележје, али несумњиво је да се у њима открива и изванредан осећај за облик.
Преокрет, када је пасивни човек са простог сакупљања хране прешао на активну производњу хране и од лова и риболова прешао на земљорадњу, представља почетак новог каменог доба - неолита. Тај крупан догађај у историји човечанства одиграо се пре отприлике десет хиљада година, у време када се ледени покривач у Европи и Азији почео топити и уступати место шумама и пустињама. Откопано је доста неолитских насеља. Ти земљорадници остајали би на једном месту све док би земља била родна и градили домове. Постепено су се развијали једноставнији занати, грнчарски, ткалачки, дрводељски, пекли су хлеб и кували пиво, а у епохи каснијег неолита топили су и обрађивали бакар и бронзу. Појавила су се открића, грнчарског круга, колског точка, чамаца, али локално и неравномерно. На пример, амерички Индијанци су сазнали за колски точак тек када су дошли белци. Трговина између појединих насеља се веома развила. Све то је утицало на даље формирање језика. Речи тадашњих језика изражавале су потпуно конкретне ствари, и веома мало апстрактне појмове. Ипак, било је речи за једноставније нумеричке појмове и једноставније облике.
Нумерички термини, који изражавају неке од „најапстрактнијих појмова које је у стању да створи људски ум“, како је рекао Адам Смит, споро су улазили у употребу.

### Примери из неких племена
У почетку апстрактни појмови се јављају више као квалитативни него као квантитативни термини, нпр. неки човек, уместо један човек. Тај стари квалитативни начин долази до изражаја и сада у оним посебним двојним терминима неких језика, рецимо грчког и келтског. Већи бројеви (од један) образовани су сабирањем: 3 - сабирањем 2 и 1, 4 - сабирањем 2 и 2, 5 - сабирањем 2 и 3. Ево примера из неких аустралијских племена:
Племе на реци Муреј1=енеа, 2=петчевал, 3=петчевал-енеа, 4=петчевал-петчевал.
Камиларои1=мал, 2=булан, 3=гулиба, 4=булан-булан, 5=булан-гулиба, 6=гулиба-гулиба
(W. C. Eels: Number Systems of North American Indians, Amer. Mth. Monthly, свеска 20 (1913). стр. 263–273, 293-299, пос. 293.).
Развитак занатства и трговине помогао је кристализацији појма броја. Бројеви су груписани и обједињавани, обично кориштењем прстију једне или обе руке. То је у почетку доводило до рачуна са основом пет, затим са основом десет, и ређе са основом двадесет. Од 307 бројних система првобитних америчких народа које је проучавао Илс (W. C. Eels), 146 су били десетични, 106 петични, петично-десетични, двадесетични и петично-двадесетични. Најкарактеристичнији облик система са основом двадесет постојао је код Маја у Мексику и код Келта у Европи.
Бројеви су записивани помоћу снопова, зареза на штаповима, чворова на конопцима, каменчића или шкољака сложених по пет на гомилу. Најстарији пример коришћења рабоша (комад дрвета на којем су неписмени урезивали бројке и друге знаке) припада епохи палеолита. У Вестоници (Моравска) откривена је 1937. жбица младог вука, дужине око 17 cm, са 55 дубоких зареза. Првих двадесет пет зареза распоређени су у групе по пет, затим следи зарез двоструке дужине којим се завршава тај ред, а затим новим зарезом двоструке дужине почиње нови ред зареза (Illustrated London News, Oct. 2. 1957. - Isis, свеска 28 (1938). стр. 462–463.).
Дакле, рачун није настао из рачунања на прстима, како се раније тумачило, на пример код Јакоба Грима. Рачунање прстима, петицама и десетицама, појавило се тек на извесном степену друштвеног развитка. Међутим, када је дошло до тога, постало је могуће изражавање бројевним системима, чиме је омогућено формирање већих бројева. Тако је настајао примитиван тип аритметике.
Четрнаест је изражавано као 10+4, а понекад као 15-1. Множење је настало када се 20 почело изражавати не као 10+10, него као 2x10. Такве бинарне операције примењиване су током више хиљада година и представљале су неку средину између сабирања и множења, а посебно су коришћене у Египту и у доаријској култури Мохенџо-Даро на Инду. Дељење је настало тако што се 10 почело изражавати као „половина тела“, док је примена разломака била веома ретка појава (сем у Египту). На пример, у северноамеричким племенима је познат само мали број случајева примене разломака, и по правилу је то разломак 1/2, мада се понекад наилази и на 1/3 и 1/4. (Милер (G. A. Miler) је скренуо пажњу на то да речи one-half, semis, moitie, што на енглеском, латинском и француском језику значи половина, нису у директној вези са речима тих истих језика које значе два (two, duo, deux). Слично је са српским језиком. То указује на чињеницу да је појам 1/2 настао независно од појма целог броја. Видети Nat. Math. Magazine 13 (1939), 272.)
На енглеском је Дирк Ј. Стројк изложио настанак и развитак рачуна уопште, а посебно бројних система и у вези са тим развитак појма природног броја (в. Dirk J. Struik, A Concise History of Mathematics, Dover Publications, Inc. New York, 1966). На руском језику, у то време, исти круг проблема је веома исцрпно и компактно обрађен у чланку И. Г. Башмакове и А. П. Јушкевича. Преглед историјског развитка реалног броја на српскохрватском језику дат је у књизи Миленка Николића, Историјска и научна еволуција реалног броја и њен педагошки третман, као и у популарној књизи Ивана Бандића, Како се некад бројало и рачунало.
На сликама 1-4, десно, налазе се примерци интересантних геометријских облика на грнчарији, тканинама и плетарским производима:
- сл.1. неолитска грнчарија у Босни и на уметничким предметима из Месопотамије из периода Ур

(W. Lietzmann: Geometrie und Praehistorie, св. 20 (1933). стр. 436–493));
- сл.2. египатска грнчарија из преддинастијског периода (4000—3500. године пре нове ере)

(D. E. Smith: History of Mathematics. 1958. (Boston, 1923), св. 1. стр. 15 .  (Довер изд, 2 св));
- сл.3. мотив из сојеница код Љубљане (Словенија) у време халштатског периода (средња Европа, 1000—500. године пре нове ере) (в. M. Hoernes: Urgeschichte der bildenden Kunst in Europa (Wien, 1915));
- сл.4. четвороуглови у којима се налазе троуглови, а у овима кругови. Нађени су на урнама из гробова у Мађарској. Представљају покушај формирања троугластих бројева који су имали важну улогу у питагорејској математици каснијег периода [26]